# El Pedroso
El Pedroso – gmina w Hiszpanii, w prowincji Sewilla, w Andaluzji, o powierzchni 314,25 km². W 2011 roku gmina liczyła 2194 mieszkańców.